# 박장원
박장원(朴長遠, 1612년 - 1671년)은 조선 중기의 문신이다. 《선조수정실록》 편찬에 참여했다. 자 중구(仲久), 호 구당(久堂) ·습천(隰川), 시호 문효(文孝), 본관은 고령(高靈).

## 생애
1627년 생원시에 합격하고, 1636년 별시문과에 을과로 급제하였다. 1636년 병자호란이 일어나자, 외할아버지 심현(沈誢)을 따라 강화도 피난을 갔다.
이후 예문관 검열, 정언(正言), 이조좌랑, 헌납, 지평, 수찬 등을 지낸뒤 춘추관기사관이 되어 실록편찬관을 겸하여 《선조수정실록》 편찬에 참여하였다. 이후 춘천부사와 동부승지 등을 지냈다.
1653년 우승지, 1658년 상주목사(尙州牧使) ·강원도관찰사 등을 지냈다. 그 뒤 1660년에 형조참판 ·이조참판 ·예조참판 ·대사간 ·대사성 등을 했다. 그리고 1664년 이조판서가 되고 그 뒤 공조판서 ·대사헌 ·예조판서 ·한성부판윤 ·형조판서 ·우참찬 ·좌참찬 등을 역임하고 그 뒤 자원하여 개성부 유수(留守)로 나갔다가 죽었다.

## 저서
- 《구당집》

## 가족 관계
- 할아버지 : 박효성(朴孝誠)
  - 아버지 : 박훤(朴烜) - 자(字)는 경휘(景輝)이다. 선조(宣祖) 갑오(甲午 1594. 8.11 - 인조(仁祖) 갑술(甲戌) 1634. 7.12) 젊어서부터 여헌 장현광선생 문하에서 수학하였다,(少受學 于張族軒之門) 광해(光海) 기미(己未) 생원(生員)이 되시고 관직은 중훈대부(中訓大夫) 평시서(平市署) 직장(直長)이나 아들이 귀하게 되어 자헌대부(資憲大夫) 이조판서(吏曹判書)에 증직되셨다.  묘소위치 : 장단(長湍) 진동면(津東面) 서곡리(瑞谷里)에 모셨다.  묘지(墓誌)는 아들인 이조판서 장원(長遠)이 찬하고 묘표(墓表)는 외증손(外曾孫)인 좌의정 이이명(李頤命)이 찬하고 아들 장원(長遠)이 유사(遺事)를 썼다.  배(配) 정부인(貞夫人) 청송심씨(靑松沈氏)이시고,그녀의 부친이(심현(沈誢) 충렬공)인데, 슬하에 아들이 없이 딸들만 있어서 그 재산을 물려 받아서 우리가 제사를 모시게 된 것임  묘소위치는 : 청주시 흥덕구 옥산면 동림리 산4-1
  - 어머니 : 심현(沈誢)의 딸 청송 심씨 - 형조판서 심집(沈諿)의 조카, 정사공신 좌의정 청원부원군(靑原府院君) 심기원(沈器遠)의 6촌
    - 부인 : 윤원지(尹元之)의 딸
      - 장남 : 박빈(朴鑌)
        - 손자 : 박성한(朴聖漢)
        - 손자 : 박수한(朴壽漢)
        - 손녀 : 홍구용(洪九容)에게 출가
        - 손녀 : 이덕소(李德邵)에게 출가
        - 손녀 : 영원부부인(靈原府夫人) - 경종의 국구 청은부원군(靑恩府院君) 심호(沈浩)에게 출가

      - 차남 : 박선(朴銑)
        - 손자 : 박태한(朴泰漢)
        - 손자 : 박항한(朴恒漢)
          - 증손자 : 박문수(朴文秀)

        - 손자 : 박사한(朴師漢)
        - 손녀 : 윤채(尹寀)에게 출가
        - 손녀 : 함릉군(咸陵君) 이극(李極)에게 출가

      - 삼남 : 박심(朴鐔)
        - 손자 : 박양한(朴亮漢)

      - 사남 : 박진(朴鎭)
      - 장녀 : 구봉징(具鳳徵)에게 출가
      - 차녀 : 이민채(李敏采)에게 출가
      - 삼녀 : 이세구(李世龜)[2]에게 출가
        - 외손자 : 이광좌(李光佐) - 영의정

      - 사녀 : 이진수(李震壽)에게 출가

- 종후손 : 박정희(대한민국 제5·6·7·8·9대 대통령), 박근혜(대한민국 제18대 대통령)